# Jarek Bisaški
Jarek Bisaški is een plaats in de gemeente Breznica in de Kroatische provincie Varaždin. De plaats telt 208 inwoners (2001).